# Смоґожево (Великопольське воєводство)
Смоґоже́во (пол. Smogorzewo) — село в Польщі, у гміні Пяски Гостинського повіту Великопольського воєводства.
Населення — 477 осіб (2011).
У 1975—1998 роках село належало до Лешненського воєводства.

## Демографія
Демографічна структура станом на 31 березня 2011 року:
|          | Загалом | Допрацездатний вік | Працездатний вік | Постпрацездатний вік |
| -------- | ------- | ------------------ | ---------------- | -------------------- |
| Чоловіки | 227     | 53                 | 150              | 24                   |
| Жінки    | 250     | 72                 | 130              | 48                   |
| Разом    | 477     | 125                | 280              | 72                   |